# Oreithyia

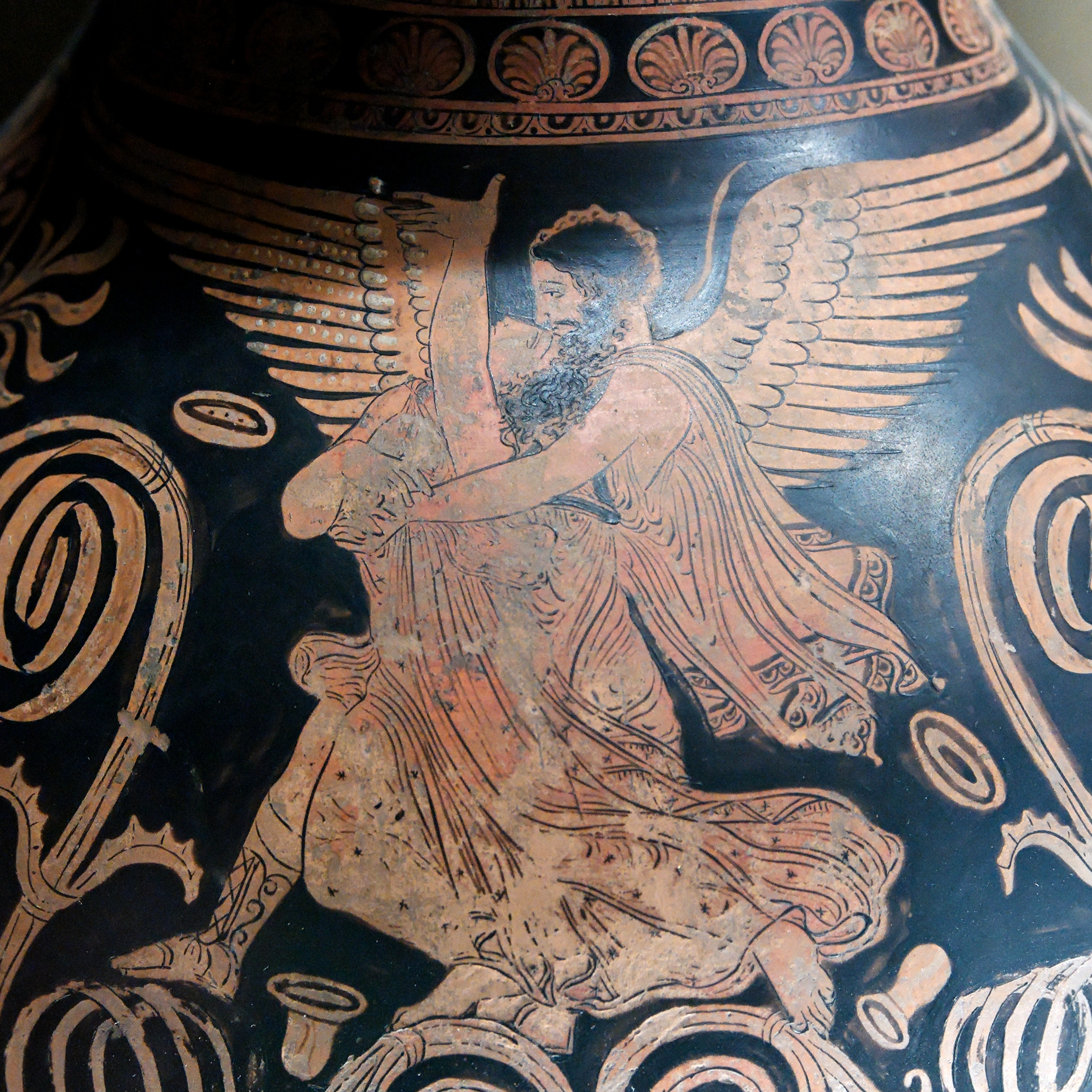
Raub der Oreithyia auf einer apulischen Oinochoe, ca. 360 v. Chr. (Louvre, Paris)

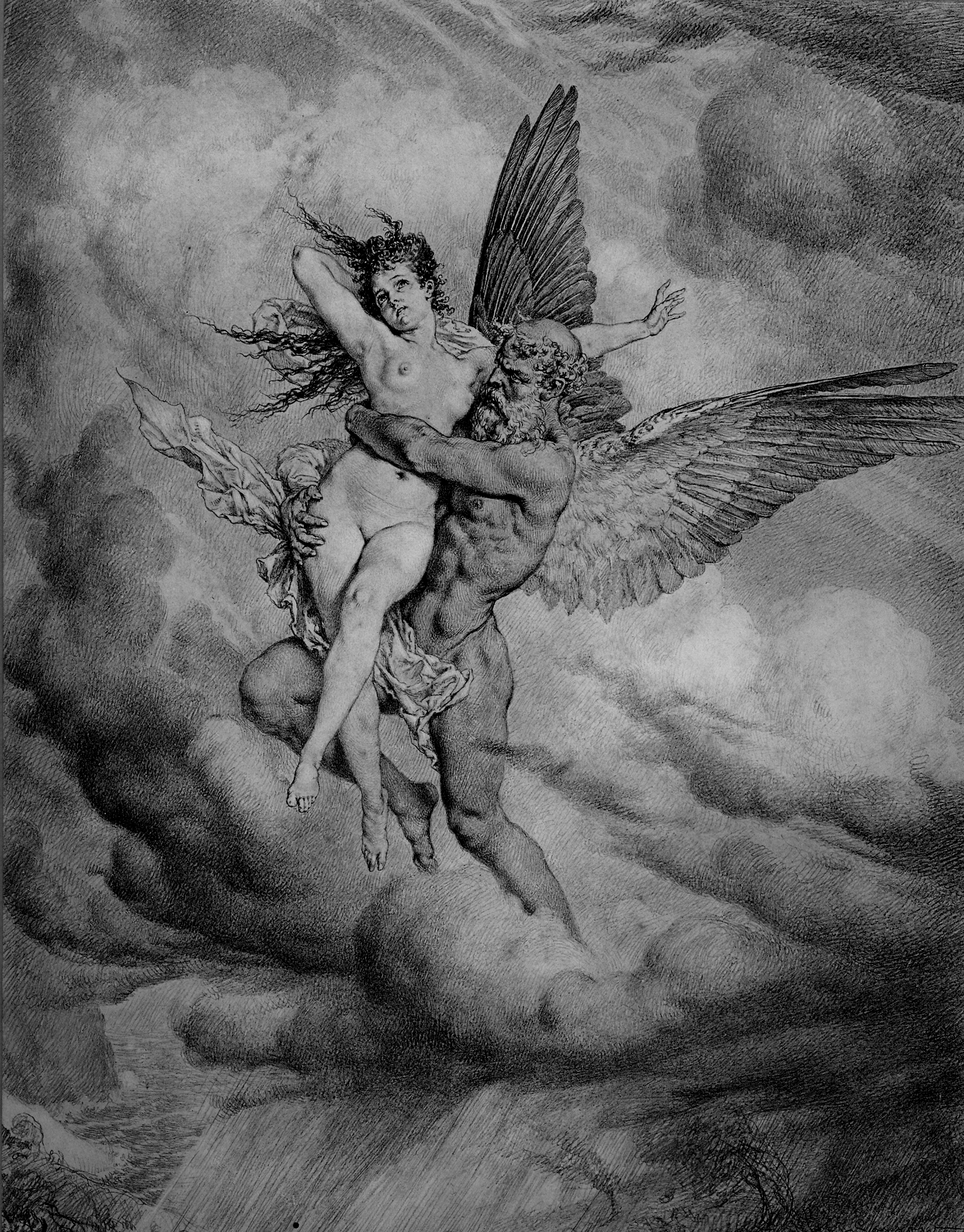
Boreas und Oreithyia (1880), Zeichnung von Heinrich Lossow

Oreithyia (altgriechisch Ὠρείθυια Ōreíthyia, deutsch ‚im Gebirge stürmend‘) ist eine Nymphe der griechischen Mythologie. Homer erwähnt eine Nereide Oreithyia, eine solche erscheint jedoch nicht bei den von Hesiod und in der Bibliotheke des Apollodor aufgeführten Namen der Nereiden.
Ihr Name weist sie eher als eine Art „Windsbraut“ aus. Dem entspricht auch, dass sie von Boreas, dem Nordwind, in dessen Heimat Thrakien entführt wurde, der mit ihr vier Kinder zeugte: zwei Söhne Kalaïs und Zetes und zwei Töchter Kleopatra und Chione.
In der attischen Mythologie erscheint sie als Tochter des Erechtheus, eines mythischen athenischen Königs, und der Praxithea. Dadurch wird Boreas gewissermaßen zum „Schwiegersohn“ der Athener. Als ein Orakelspruch den von persischer Invasion bedrohten Athenern rät, ihren Schwiegersohn zu Hilfe zu rufen und sie daher zu Boreas beten, zerstört tatsächlich 480 v. Chr. der Nordwind die Flotte der Perser. Die dankbaren Athener errichteten dem Boreas und der Oreithyia am Ilisos, wo der Sage nach der Raub stattgefunden hatte, ein Heiligtum.